# Ahrntal (Gemeinde)
Ahrntal (italienisch Valle Aurina) ist eine italienische Gemeinde mit 5977 Einwohnern (Stand 31. Dezember 2023) in Südtirol. Sie umfasst den Großteil des gleichnamigen Ahrntals. Der Sitz der Gemeindeverwaltung befindet sich in Steinhaus.

## Geografie

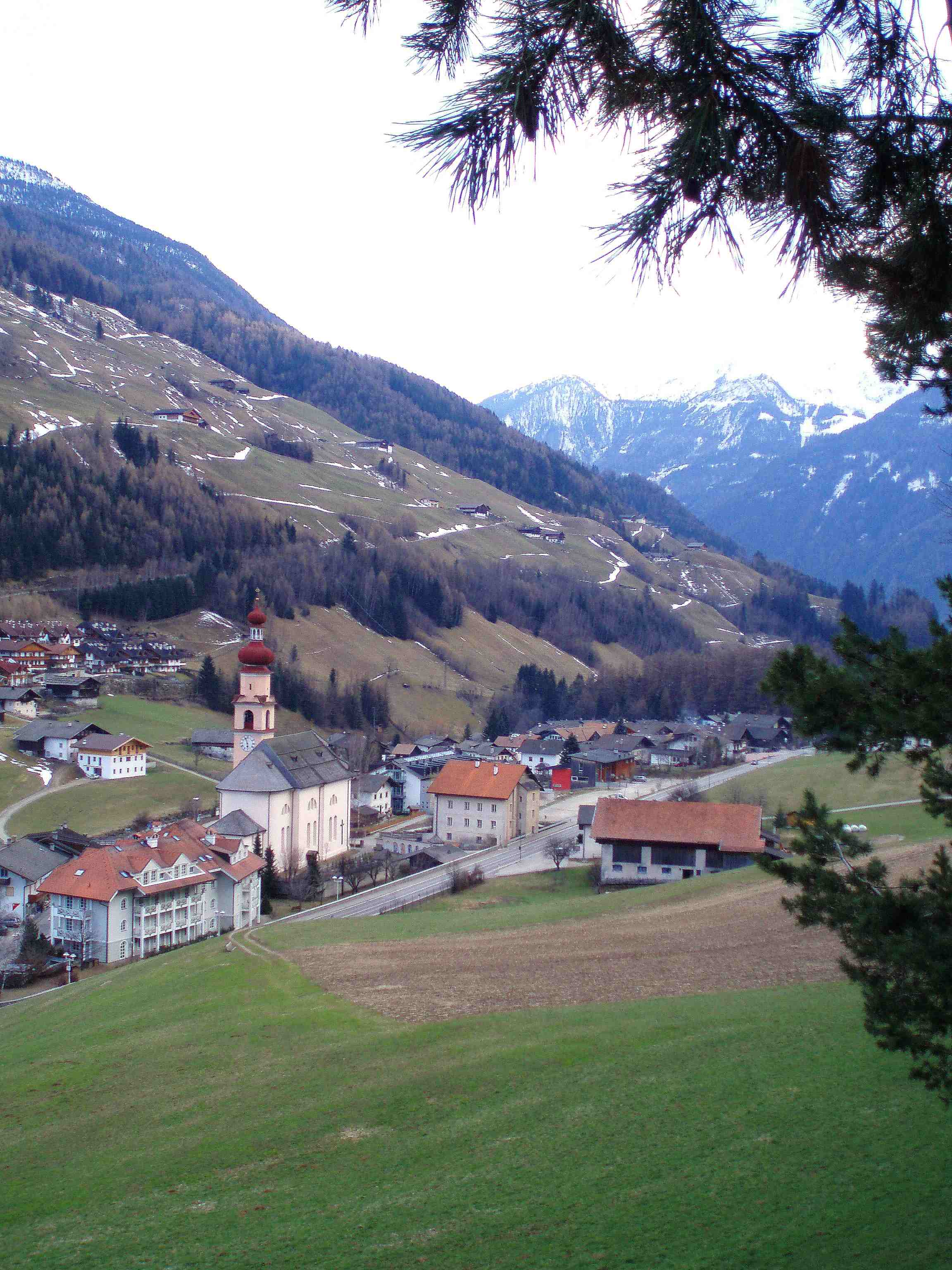
Blick auf St. Johann

Die Gemeinde Ahrntal nimmt den Großteil des Ahrntals ein, das von der Ahr durchflossen wird. Der Talabschnitt, der zusammen mit kleineren Seitentälern und den umliegenden Berggebieten zur Gemeinde Ahrntal gehört, beginnt im Süden nahe der Engstelle, die als Grenze zum Tauferer Tal aufgefasst wird und wo die Grenze zur Nachbargemeinde Sand in Taufers verläuft. Im Norden endet er an der Klamm(e) genannten Engstelle zwischen St. Peter und Prettau. 
Die bedeutendsten dörflichen Siedlungen der 187,28 km² großen Gemeinde Ahrntal, die sich mit der Ausnahme Weißenbachs allesamt im Haupttal befinden, sind von Süden nach Norden:
- Luttach (950–1020 m s.l.m.) am Ausgang des Weißenbachtals,
- Weißenbach (1320–1370 m) im Weißenbachtal, einem nach Westen abzweigenden Seitental,
- St. Johann (1000–1030 m), auch kurz Ahrn genannt,
- Steinhaus (1040–1070 m), der Hauptort der Gemeinde,
- St. Jakob (1170–1210 m) und
- St. Peter (1260–1430 m) nahe der Gemeindegrenze zu Prettau.

Im Norden, Westen und Südwesten wird die Gemeinde von Bergen der Zillertaler Alpen eingerahmt. Der im Norden das Tal begrenzende Zillertaler Hauptkamm bzw. Alpenhauptkamm bildet gleichzeitig die italienisch-österreichische Grenze zum Bundesland Tirol (Landesteil Nordtirol). Zu den bedeutendsten Bergen dort auf Gemeindegebiet zählen der Turnerkamp (3418 m), die Hornspitzen, der Schwarzenstein (3369 m), der Große Löffler (3379 m), die Wollbachspitze (3210 m) und die Napfspitze (3144 m). Der Gebirgszug im Westen und Südwesten, in dem u. a. die Tristenspitze (2716 m) und das Speikboden-Massiv aufragen, trennt die Gemeinden Ahrntal und Mühlwald im Mühlwalder Tal. Im Südosten grenzt die zur Venedigergruppe gehörende Durreckgruppe mit dem Durreck (3135 m) und dem Hirbernock (3010 m) die Gemeinde vom Reintal mit der Ortschaft Rein in Taufers ab. Große Teile der Durreckgruppe sind als Teil des Naturparks Rieserferner-Ahrn unter Schutz gestellt.

## Geschichte
In der Ur- und Frühgeschichte war das Gemeindegebiet dünn besiedelt. Auf der Weißenbacher Ross Alpe befand sich eine Kultstätte. Auf dem Schönbichl bei St. Martin stand eine kleine Siedlung. In der Platte am Bloßenberg wurden Bild- und Schalensteine gefunden.
Der Gemeindename wurde vom Talnamen entlehnt (siehe Ahrntal).
Die Gemeinde Ahrntal bzw. damals nur Valle Aurina mit Sitz in Steinhaus entstand 1929 unter dem Faschismus durch die Zusammenlegung der Kleingemeinden Luttach, St. Johann, St. Jakob, St. Peter und Prettau. 1958 wurde Prettau ausgegliedert und bildet seitdem wieder eine eigenständige Gemeinde.
1947 ermöglichte eine Ahrner Fluchtroute, die vom amerikanisch besetzten Salzburgischen über den Krimmler Tauern nach Genua reichte, ca. 5000 jüdischen Vertriebenen im Kontext der Bricha die Ausreise nach Palästina.

## Politik
Bürgermeister seit 1952:
- Josef Oberhollenzer: 1952–1964
- Johann Kirchler: 1969–1986
- Josef Kirchler: 1986–1991
- Josef Gottfried Kirchler: 1991–1995
- Hubert Rieder: 1995–2010
- Helmut Klammer: 2010–2025
- Markus Gartner: seit 2025

## Bevölkerung
Ahrntal hat gemäß den erhobenen Sprachgruppenzugehörigkeitserklärungen bzw. Sprachgruppenzuordnungserklärungen eine weitgehend deutschsprachige Bevölkerung. Als Berechnungsgrundlage der folgenden Prozentwerte wurden die gültigen Erklärungen von Personen mit italienischer Staatsbürgerschaft herangezogen.
| Sprache     | 1981    | 1991    | 2001    | 2011    | 2024    |
| ----------- | ------- | ------- | ------- | ------- | ------- |
| Deutsch     | 99,75 % | 99,34 % | 98,79 % | 98,76 % | 98,14 % |
| Italienisch | 0,20 %  | 0,52 %  | 1,07 %  | 0,93 %  | 1,57 %  |
| Ladinisch   | 0,04 %  | 0,14 %  | 0,13 %  | 0,31 %  | 0,29 %  |

## Bildung
Die Gemeinde Ahrntal ist Sitz eines Schulsprengels in deutscher Sprache. Dieser umfasst auf dem Gemeindegebiet die sechs Grundschulen in Luttach, St. Jakob, St. Johann, St. Peter, Steinhaus und Weißenbach, sowie die Mittelschule in St. Johann. Dem Schulsprengel angeschlossen ist auch die Grundschule der Nachbargemeinde Prettau.
Der Hauptsitz der Öffentlichen Bibliothek der Gemeinde Ahrntal befindet sich in St. Johann.

## Wirtschaft
Wichtigster Wirtschaftszweig ist der Fremdenverkehr (5.400 Gästebetten und über 430.000 Nächtigungen pro Jahr). Im Sommer gibt es Rad-, Kletter- und Wandermöglichkeiten im Naturpark Rieserferner-Ahrn, außerdem bieten die zahlreichen Gipfel der umgebenden Bergketten auch anspruchsvollen Bergsteigern jede Menge Möglichkeiten (eine Überquerung der nördlichen bzw. nordöstlich gelegenen Berge und Übergänge führt den Alpinisten nach Österreich, zu früheren Zeiten verstärkt auch von Schmugglern genutzt); im Winter laden die nahen Skigebiete Klausberg und Speikboden ebenso ein, wie zahlreiche Langlaufloipen, Rodelstrecken, Skitouren- oder auch Wandermöglichkeiten. Auch der Kronplatz liegt nahe. Für den Erlebnistourismus stehen die Western Horse Ranch in Luttach sowie die Schwarzbachalm oberhalb von Luttach mit Natur-Erlebnisspielplatz zur Verfügung. 
Wichtige touristische Sehenswürdigkeiten sind das Mineralienmuseum in Steinhaus, das Bergbaumuseum in Steinhaus und das Krippenmuseum in Luttach.

## Verkehr
Für den Kraftverkehr ist die Gemeinde in erster Linie durch die SS 621 erschlossen.

## Sehenswürdigkeiten

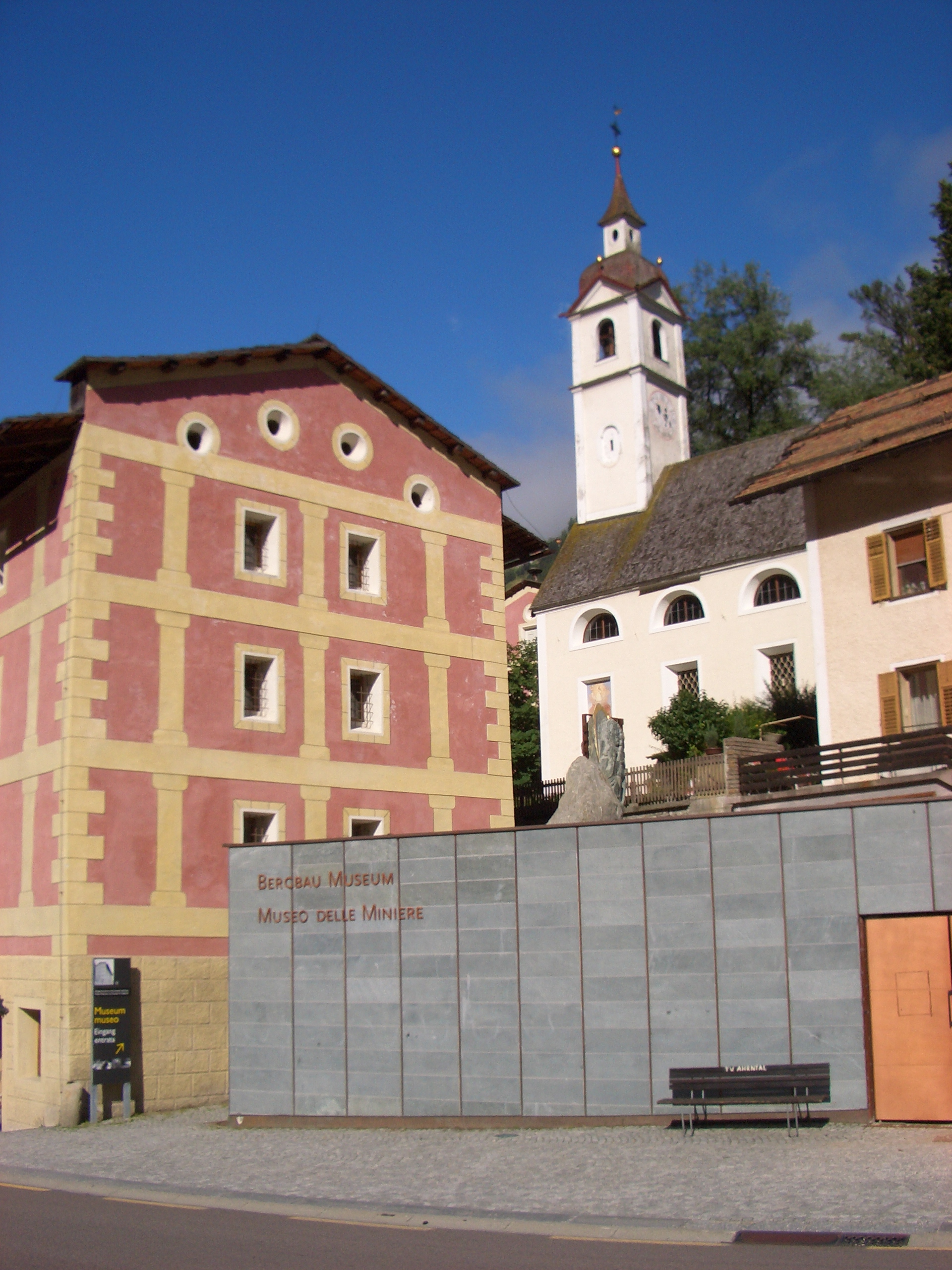
Steinhaus: Bergbaumuseum im Kornkasten und Kirche

- Südtiroler Bergbaumuseum: Kornkasten Steinhaus
- Schauraum zur Archäologie des Ahrntales im Pfisterhaus (eröffnet Oktober 2015)
- Mineralienmuseum Kichler in St. Johann
- Krippenmuseum Maranatha in Luttach
- Oberkofler Museum in St. Johann
- Plattersäge in St. Johann
- Naturparkaußenstelle in Prettau

## Persönlichkeiten
- Heinrich Gasteiger (* 1957), Koch, Fachlehrer und Fachbuchautor
- Bruno Klammer (* 1938), Theologe, Autor und Verleger
- Karin Knapp (* 1987), Tennisspielerin
- Norbert Niederkofler (* 1961), Koch
- Josef Oberhollenzer (* 1955), Autor
- Johann Baptist Oberkofler (1895–1969), Priester und Maler
- Joseph Georg Oberkofler (1889–1962), Jurist und Autor
- Gregor Tasser (1727–1807), ab 1770 der letzte Propst des Augustinerchorherrenstifts St. Michael an der Etsch  bis zu dessen staatlicher Aufhebung unmittelbar nach seinem Tode, wird gelegentlich als aus Weißenbach stammend bezeichnet[8], er stammte aber wohl vom Weißenbachlhof in St. Johann in Ahrn[9].